# TV Globo
TV Globo (estilizado como tvglobo) es una cadena de televisión abierta brasileña, que inició sus transmisiones el 26 de abril de 1965 en Río de Janeiro y el 24 de marzo de 1966 en São Paulo. Fue fundada y dirigida por el empresario Roberto Marinho hasta su muerte, el 6 de agosto de 2003. La empresa forma parte del Grupo Globo, el segundo conglomerado de medios de comunicación más grande del mundo. Es además la segunda cadena de televisión más grande del mundo, detrás solamente de ABC, llegando a ser visto solo en Brasil hasta por más de 185 millones de personas al día.
TV Globo es el vigésimo quinto grupo de multimedia más grande en renta en el mundo, con €4 426 mil millones, 7 posiciones por encima de su rival Televisa, que ganó €3 620 mil millones en 2011. El canal alcanza el 98,56% del territorio brasileño, cubriendo 5.490 municipios y cerca del 99,55% del total de la población brasileña.
La sede administrativa de TV Globo se encuentra en el barrio Jardim Botânico, por la Zona Sur del municipio de Río de Janeiro. El departamento de periodismo también está situado en el jardín botánico, mientras que los principales estudios de producción se ubican en los estudios Globo, en Jacarepaguá, en la Zona Oeste de la ciudad, que comprende el segundo mayor complejo televisivo de América Latina. En 2018, el departamento de deportes, que antes se encontraba en el jardín botánico con el periodismo, pasó a ubicarse en el barrio de Barra da Tijuca, también en la Zona Oeste. También tiene estudios de producción en Vila Cordeiro, en la ciudad de São Paulo, donde también se encuentran el departamento de periodismo y de donde genera parte de su programación. Son, en total, 5 emisoras propias y 123 afiliadas, además de la transmisión en el exterior por TV Globo Internacional. La señal de la Globo también está disponible en Internet por el servicio de video bajo demanda Globo Play.

## Historia

### Inicios
Los orígenes de TV Globo se remontan a principios del siglo XX. Lo que finalmente se convertiría en el imperio Globo comenzó en 1925 con la creación del periódico O Globo en Río de Janeiro. En 1944, Rádio Globo salió al aire y se convirtió en una escuela de noticias radiofónicas. Fue la primera cadena de radio en Brasil en ofrecer un formato de noticias las 24 horas. Contaba con 26 estaciones propias y afiliadas.
El 5 de enero de 1951, durante el gobierno de Eurico Gaspar Dutra, Radio Globo obtiene su primera concesión de televisión. El requerimiento fue analizado por la Comisión Técnica de Radio, que emitió un dictamen favorable a la concesión, aprobada por el gobierno dos meses después, el 13 de marzo. A esa altura, sin embargo, el país tenía un nuevo presidente, Getúlio Vargas. Dos años después, en enero de 1953, contrariando el dictamen de la Comisión Técnica, Vargas retrocedió y revocó la concesión. El Consejo Nacional de Telecomunicaciones publicó un decreto concediendo el canal 4 de Río de Janeiro a la TV Globo, en el mes de julio de 1957 el presidente de Brasil, Juscelino Kubitschek, dio su aprobación para que el grupo editorial Organizações Globo, propiedad del periodista Roberto Marinho y que también poseía el diario O Globo y Rádio Globo, pudiera entrar en el negocio de la televisión privada. El 30 de diciembre de ese mismo año, el Consejo Nacional de las Telecomunicaciones otorgó una concesión a la empresa TV Globo Ltda. para el canal cuatro de VHF en Río de Janeiro.
En 1962, un acuerdo firmado entre Time-Life y el Grupo Globo proporcionó a Roberto Marinho el acceso a un capital de trescientos millones de cruzeiros (seis millones de dólares, según el documental Beyond Citizen Kane), lo que le garantizó recursos para comprar los equipos y la infraestructura para Globo. La TV Tupi, en la época la mayor cadena televisión del país, había sido montada con un capital de trescientos mil dólares. El acuerdo fue cuestionado en 1965 por diputados federales en la CPI de TV Globo, pues sería ilegal según el artículo 160 de la Constitución de la época, que prohibía la participación de capital extranjero en la gestión o propiedad de empresas de comunicación. Según Marinho, el acuerdo preveía solo la asesoría técnica de Time-Life. La CPI terminó con parecer desfavorable a la emisora, pero en octubre de 1967 el consultor general de la República Adroaldo Mezquita da Costa emitió un dictamen considerando que no había una sociedad entre las dos empresas. Con eso, la situación de TV Globo fue oficialmente legalizada. Sin embargo, Marinho decidió cerrar el contrato con Time-Life, resarciendo al grupo a través de préstamos tomados en bancos nacionales y poniendo fin al acuerdo en julio de 1971.

### Fundación y desarrollo (1965-1975)

Roberto Marinho, fundador de Rede Globo.

La TV Globo fue oficialmente fundada el 26 de abril de 1965 a las 10:45, en ese momento solo disponía del canal en Río de Janeiro, así que el lanzamiento solo pudo verse en el estado de la Guanabara. Tras una breve introducción del presentador Rubens Amaral, el canal empieza con la canción "Moon River" de Henry Mancini al comienzo del programa infantil Uni Duni Tê. También estaban en la programación de los primeros días la serie infantil Capitán Huracán y el noticiero Tele Globo, actual Jornal Nacional. En mayo de ese mismo año, se vio por primera vez la retransmisión en vivo de la Santa Misa, que más tarde se convirtió en su programa más largo y antiguo
Los primeros ocho meses de TV Globo los índices de audiencias fueron bastante más bajas de lo esperado; era la quinta opción de los televidentes en Río de Janeiro por detrás de Rede Record, TV Rio, Rede Excelsior y Rede Tupi, esto llevó a la contratación de Walter Clark, a la edad de 29 años, para el cargo de director general para que reestructurase toda la programación. Clark fue uno de los grandes responsables del éxito del canal.
En enero de 1966, Río de Janeiro sufrió una de sus peores inundaciones; más de cien personas murieron y unos veinte mil quedaron sin hogar. La cobertura de la tragedia hecha en vivo por TV Globo fue un hito en la historia de la emisora, que hizo su primera campaña comunitaria, centralizando la recaudación de donaciones en dos de sus estudios. En ese momento, la transmisión de las imágenes era todavía en blanco y negro. En ese año, Globo llegó al estado de São Paulo con la adquisición del canal 5 que, desde 1952, funcionaba como la TV Paulista, propiedad de las Organizaciones Víctor Costa.
En 1967, Globo comenzó a construir su red nacional con la afiliación de TV Gaúcha, con sede en Porto Alegre (ahora RBS TV). TV Gaúcha se convertiría en la filial de Globo en Florianópolis a finales de la década de 1970, cuando recibió su nombre actual. Es una de las filiales más antiguas de Globo, activa desde 1962, tres años antes del lanzamiento de Globo, a la que siguieron la TV Triângulo de Uberlândia (hoy Rede Integração) y la TV Anhanguera de Goiânia (hoy Rede Anhanguera) en 1967 y 1968. La ya desaparecida TV Guajará, con sede en Belém, fue lanzada en 1969, y fue seguida por TV Verdes Mares al año siguiente 1968. El 5 de febrero de 1968, se inauguró la tercera emisora, en Belo Horizonte, y las retransmisoras de Juiz de Fora y de Conselheiro Lafaiete, además de un enlace de microondas que conectaba Río de Janeiro a São Paulo.
En esa época, el gobierno federal, liderado por el mariscal Costa e Silva, dio prioridad al desarrollo de un moderno sistema de telecomunicaciones, creando el Ministerio de Comunicaciones y concediendo a la población una línea de crédito para la compra de televisores. Otro impulso fue un decreto elaborado por el ministro Delfín Neto que eximió a las empresas de radio y televisión de impuestos de importación sobre equipos, esto permitió a la empresa renovar y al mismo tiempo utilizar la cotización oficial del dólar para reducir sus gastos de importación. Además, con el advenimiento del Videocinta, la producción de programas locales se ha vuelto escasa, siendo la mayor parte de la programación producida en Río de Janeiro y São Paulo, lo que impulsó a las grandes emisoras de esas ciudades a formar redes nacionales. En ese escenario se da el inicio de la TV Globo como una red de emisoras afiliadas el 1 de septiembre de 1969, cuando entró en el aire Jornal Nacional, primer noticiero nacional, actualmente transmitido y líder de audiencia en el horario. El primer programa fue presentado por Hilton Gomes y Cid Moreira. En aquel mismo año, Globo realizó su primera transmisión vía satélite, al exhibir, de Roma, la entrevista de Gomes con el Papa Pablo VI. Al año siguiente, durante la Copa Mundial de la FIFA de 1970, en México, la emisora recibió señales experimentales a color de Embratel. Dos años después, durante la exhibición de la Fiesta de la Uva de Caxias do Sul, ocurrió la primera transmisión oficial a color de la televisión brasileña. Con tres emisoras en 1969 (Río de Janeiro, São Paulo y Belo Horizonte), en 1973 ya eran once.
El 28 de abril de 1974, el Jornal Nacional pasó a ser transmitido a color, tres días después de haber iniciado sus coberturas internacionales por la Revolución de los Claveles. En el mismo año, se transmite el primer especial de fin de año del cantante Roberto Carlos, hoy una tradición en el canal. En 1975, TV Globo pasó a exhibir buena parte de su programación simultáneamente para todo el país, consolidándose como red de televisión. A partir de ese momento, comenzó a construir lo que quedaría conocido como el "Estándar Globo de Calidad". El horario pasó a estar compuesto con dos telenovelas de temática ligera entre dos noticieros cortos y sintéticos (Plaza TV y Jornal Nacional), una telenovela de producción regular y con una trama más fuerte, que sería llamada a partir de entonces de "novela de las ocho" y a partir de las 22h una línea de series, miniseries, películas y/o Globo Reporter. Esta fórmula mejoró los resultados de Globo, y la estructura de la parrilla de programación ha estado fija al seguir siendo utilizada por la Globo hasta el día de hoy.
En ese período, la Red Globo enfrentó dificultades a su expansión. El régimen militar negó al grupo de Roberto Marinho pedidos para concesiones de canales en las ciudades de João Pessoa (PB) y Curitiba (PR). La emisora apunta esto como una evidencia de que hacía un periodismo independiente que a veces se chocaba con los intereses del gobierno y de que no obtuvo favores del régimen. Sin embargo, un pasaje del libro Dossiê Geisel, una compilación de papeles del archivo personal del expresidente Ernesto Geisel, trae otra versión para el rechazo del gobierno militar a conceder otros dos canales para el Grupo Globo. El régimen habría empezado a preocuparse por la monopolización del sector de telecomunicaciones por el grupo de Roberto Marinho e intentó evitar que la empresa creciera aún más. Las emisoras propias de la Red Globo habían sido compradas de particulares: en São Paulo y en Recife de las Organizaciones Víctor Costa y en Belo Horizonte de João Batista do Amaral. Hasta hoy las demás emisoras que componen la red son afiliadas, o sea, son asociadas, pero no son de propiedad del Grupo Globo.

### Expansión (1976-1980)
El proceso de programación de la cadena en 1976 desarrolló el Estándar de Calidad de Globo, liderado por Walter Clark y José Bonifacio de Olivera Sobrinho en 1960, cuando se lanzó la Rede Excelsior (el proceso fue heredado por la Rede Globo tras el cierre de Excelsior en 1970). La cuota de audiencia de la cadena se incrementó a finales de los años setenta, hasta llegar a ocupar el primer lugar en las listas de audiencia de la televisión brasileña. Esta fue la razón por la cual Silvio Santos, uno de los presentadores originales de programas de variedades de la cadena desde 1965, se retiró de Globo y trasladó su programa de 11 años (Programa Silvio Santos) a la Rede Tupi, mientras creaba su propia red, TVS (ahora SBT), en el proceso el año siguiente, e incluso trajo su propio programa allí.
La red aumentó sus emisoras propias y afiliadas durante los años 1970, a la vez que mejoró sus audiencias al aprovecharse de la crisis de Rede Tupi y el cierre de Rede Excelsior. En 1973 estrenó también algunos de los espacios más exitosos de su historia, como el informativo Globo Repórter y el show de variedades Fantástico, que se convirtió en líder de audiencia de los domingos.
En 1975 también sería la primera vez que se mostraría su "actual" logotipo: creado por Hans Donner, para ese entonces era una esfera de color azul con un cuadro en forma de TV con otra bola azul en su interior. Donner también creó el primer paquete de presentación de la red con el nuevo logotipo corporativo por primera vez con la ayuda de Dolphin Productions, con sede en Nueva York, convirtiendo a Globo en la primera red nacional en utilizar el sistema Scanimate de animación por ordenador y en la segunda estación de televisión de Brasil en adoptarlo después de TVS en Río de Janeiro, el primer canal de televisión en utilizar el sistema en 1976. Ese año también marcó el estreno de Sitio do Picapau Amarelo (Rancho del Pájaro Carpintero Amarillo), una de las famosas series infantiles de la cadena. Su primera versión estuvo en funcionamiento hasta 1986, su segunda versión se emitió de 2001 a 2007 (ambas de acción) y a partir de abril de 2007, también tiene una versión animada, pero la versión 2000 del logo de Globo que utilizaron resultó ser la última.
En 1976, la emisora exportó sus primeras telenovelas. En 1977, toda la programación de la emisora pasó a ser a color, antes restringida a telenovelas y noticieros. En ese mismo año, Walter Clark fue sustituido por Boni en el cargo de director general. En 1979, Globo comenzó a desarrollar la tecnología de efectos especiales digitales. Con la desaparición de Rede Tupi en 1980 y el débil desarrollo de sus competidoras, Globo acaparó la mayoría del mercado publicitario y se consolidó como líder de audiencia.
En 1981 se estrenó el programa de comedia Viva O Gordo con Jô Soares a la cabeza, una de las muchas comedias principales de la cadena de la década. Además de la cobertura de la Copa Mundial de la FIFA 1982, la cadena estrenó el programa infantil Balão Mágico (Globo Mágico), que se estrenó entre 1982 y 1986. Fue anclada por el grupo musical infantil Turma do Balão Mágico, cuya música llamó la atención de los espectadores. En 1982 se relanzó el Jornal da Globo en agosto, después de dos ediciones sucesivas. Los presentadores fueron Renato Machado, Belisa Ribeiro y Luciana Villas Boas, con Carlos Monforte como comentarista del programa.
En 1982, la emisora implantó la transmisión vía satélite. En los años 1980, la Red Globo se consolida en el liderazgo de la audiencia con telenovelas y miniseries como Vereda Tropical, O Tempo e o Vento, O Pagador de Promessas y O Salvador da Pátria. En 1990, sin embargo, enfrenta, por primera y única vez, desde el final de la Red Tupi, competencia en la teledramaturgia con el éxito de la telenovela Pantanal de la Red Manchete.
En 1983 se estrena Vídeo Show, transmitido con éxito hasta 2019. El programa electrónico diario de la cadena (anteriormente un programa semanal de 1983-94), da una mirada interna de los programas de la cadena e incluye bloopers, entrevistas e incluso una mirada a los momentos históricos de Globo. Otro éxito fue el drama Guerra Dos Sexos en los espacios de la noche. Ese año también se estrenaron los noticieros locales de Praça TV (los nombres del programa eran diferentes según el estado o la localidad a la que se transmitía; RJ TV, SP TV, MG TV, ES TV, DF TV, BA TV, Paraná TV), que se transmitían dos veces al día y la versión nacional del noticiero matutino de la cadena de televisión de São Paulo, Bom Dia Brasil, con Carlos Monforte como su primer presentador, que para ese entonces tenía su sede en los estudios de Globo en Brasilia hasta 1996. Para entonces tenía dos ediciones, que solo se emitieron en su totalidad en las estaciones Recife, Brasilia y Belo Horizonte de Globo porque São Paulo (1977-) y Río de Janeiro (1983-84 y 1989-) tenían sus propias ediciones locales (Bom Dia Praça) del noticiero.
En 1986 fue el año clave en el que el espectáculo propio de Xuxa Meneghel, Xou da Xuxa, debutó en la Rede Globo. Xuxa, que dejó el programa Clube da Criança en Rede Manchete, de formato similar, se unió a la red y, como resultado, su programa reemplazó a Balão Mágico. Dicho programa tendría su versión latinoamericana realizada por Telefe (posteriormente Canal 13) de Argentina, llamado El show de Xuxa, y para España como Xuxa Park de Telecinco. El logotipo fue renovado varias veces en los años siguientes. En 1987 se mejoró aún más la programación en todas las áreas. En 1988, Vale Tudo, uno de los mejores dramas de la televisión brasileña, se estrenó en el canal.
El 26 de marzo de 1989, el propio programa de variedades dominicales de la cadena, Domingão do Faustão, fue lanzado cuando la cadena comenzó a hacerse cargo de los programas de televisión de los domingos por la tarde, entonces dirigidos por el Programa Silvio Santos. Todavía se emite los domingos por la tarde y por la noche antes de Fantástico.

### 1990-2000
En los años 1990, Globo realizó las primeras experiencias interactivas de la televisión en Fantástico y en el Você Decide, y obtiene nuevos récords de audiencia con las telenovelas Mujeres de Arena, El Viaje y La Próxima Víctima.
Globo cumplió 30 años el 26 de abril de 1995. Lo más destacado del año fue la apertura de los nuevos estudios Estúdios Globo y el lanzamiento de un nuevo programa orientado a la juventud: Malhação. Los identificadores del intervalo Plim Plim (tipo de identificativo del canal) fueron actualizados por varios caricaturistas para el aniversario. Globo sufrió un año de pérdidas de audiencia, pero en 1996 la cuota de audiencia comenzó a aumentar hasta convertirse en la cadena número uno del país, con la ayuda de nuevos programas (entre ellos la telenovela El rey del ganado y la sitcom Sai de Baixo) y su cobertura de los Juegos Olímpicos de Atlanta 1996, junto con los cambios en las salas de redacción. Globo fue la primera cadena brasileña en tener su propio canal de noticias, Globo News, que comenzó ese mismo año. Con sede tanto en São Paulo como en Río de Janeiro, esta última la sede principal, emitió repeticiones de los programas de noticias de Globo, y tenía sus propios programas de noticias y comentarios. Los índices de audiencia de la cadena se vieron amenazados por la programación mejor valorada de SBT y Record, pero en 1998 la cadena recuperó su primer puesto con su cobertura en directo de la Copa Mundial de Fútbol de 1998, aunque las imágenes violentas se convirtieron en un problema cuando su telenovela Torre de Babel de las nueve de la noche fue retirada del aire. Desde entonces, Globo se ha expandido hasta convertirse en la red de televisión más grande de Brasil, con más de 2000 millones de dólares en ingresos en 1992.
El 6 de agosto de 2003, el propietario y presidente de Globo, Roberto Marinho, falleció a los 98 años en un hospital de Río de Janeiro. Sus tres hijos asumieron el liderazgo de la red después de su muerte y Globo proporcionó cobertura nacional del duelo que siguió hasta su entierro.
En 2004 fue el comienzo del largo declive del apoyo de la audiencia brasilera a las telenovelas, pero el año fue uno de los más fuertes para el drama televisivo del canal, ya que las telenovelas El color del pecado y Señora del destino obtuvieron altas calificaciones una tras otra, pero en 2005 empezaría a liderar los índices de audiencia paralelamente con su competidora Rede Record, hasta por los siguientes 6 años. En 2005, la calificación de una telenovela Globo alcanzó el 38 %, pero en 2010, otra telenovela obtuvo solo el 25,4 %. Las telenovelas de Record crecieron en popularidad, ya que de 6.5 % en 2005, las calificaciones se duplicaron con creces a 14 % en 2010.
En 2007, Globo comenzó sus transmisiones de televisión digital, y se emitieron varios programas exitosos, incluyendo el exitoso drama Paraíso tropical. La red también se convirtió en la sede oficial de las transmisiones de los Juegos Panamericanos de 2007 celebrados en Río de Janeiro. Globo revisó su logotipo en 2008 (cambiando el espacio del cuadro que hace referencia a la relación de aspecto de pantalla de 4:3 a 16:9) y empezó a utilizarlo en sus estaciones en todo el país.
Desde principios de los años 2000, a pesar de éxitos como Mujeres apasionadas, Señora del destino, Alma gemela y El color del pecado, Globo registra constantes caídas en su audiencia. El aumento de la renta provocó cambios en los hábitos de consumo de los brasileños en lo que se refiere a la televisión. Las personas salen más de casa y migran, aunque de forma leve, a la televisión por suscripción. Además, Internet ha atraído parte del público antes cautivo de las cadenas de televisión abierta. El promedio de audiencia de la Red Globo cayó del 56 % en 2004 al 42 % en 2013 en la Región Metropolitana de São Paulo, principal mercado para los anunciantes. Sin embargo, la participación de las canales en publicidad creció en 2012 y alcanzó el 65 % del total de un total de 19 500 millones de reales. Se estima que la Red Globo y sus filiales se quedaron con el 80 % del valor, debido, en parte, al éxito de las telenovelas Encantadoras y Avenida Brasil. Además, la cifra publicitaria del gobierno federal invertida en el canal subió de 370 millones de reales en 2000 a 495 millones en 2012.

### 2010-2020

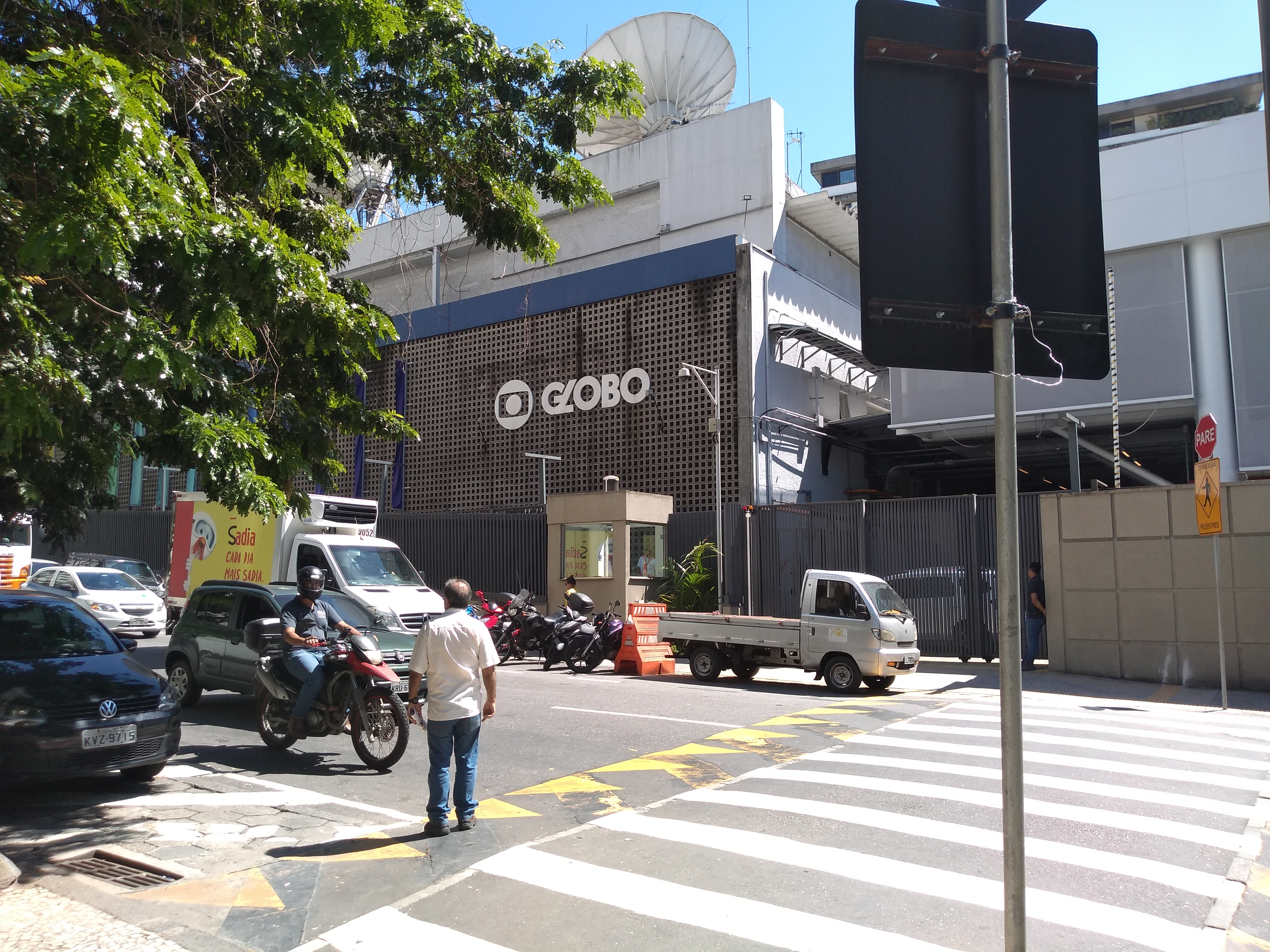
Sede de Rede Globo en Río de Janeiro.

En 2010 cumplió su 45 aniversario, dicho año los espectadores en el área de Río de Janeiro entre enero y noviembre vieron las coberturas de Globo de las inundaciones de Río de Janeiro y los ataques de las bandas de narcotraficantes en abril, además del histórico arresto en noviembre de dos sospechosos en el caso Tim Lopes de 2002. A pesar de la creciente ola de apoyo a los programas Record, parte de los grandes triunfos de este año de aniversario fue la versión de Ti Ti Ti, que fue uno de los mejores dramas del año (también el primer programa en alta definición que se produjo y fabricó en este formato en la franja horaria de las 7 p. m.). En 2011, el primer noticiero de Globo en HDTV, Bem Estar, debutó en febrero. En abril, se estrenó el episodio de Cordel Encantado, que batió récords, convirtiéndose en uno de sus dramas de las 18:00 con mayor audiencia hasta la fecha y un éxito entre la audiencia nacional. Xuxa celebró sus bodas de plata en la cadena con un episodio especial de TV Xuxa ese 2 de julio, el mismo día que Glee llegó a las pantallas brasileñas.
Un cambio a la administración de Rede Globo se hizo el 15 de septiembre de 2020. Ese día, debido a la reestructuración de Grupo Globo (titulada Uma Só Globo, o Una Sola Globo) Rede Globo se fusionó con el servicio de cable Globosat para formar Canais Globo. Aun así, el término Rede Globo sigue siendo usado para referirse a la icónica cadena de TV donde todo empezó.
Mientras la cadena celebraba su 50 aniversario a principios de 2015, sacudida por la inesperada incorporación de Xuxa Meneghel a Record, las celebraciones comenzaron el 2 de enero con una retrospectiva especial de miniseries anteriores. Sin embargo, los dramas de primetime en la franja de las 21:00 estuvieron en desventaja, especialmente durante el segundo trimestre del año, debido a la mala posición de Babilônia frente a otras cadenas en su franja horaria, con los índices de audiencia más bajos de los últimos años para un drama de las 21:00. Sin embargo, se recuperaría con el estreno de A Regra do Jogo el 31 de agosto. Ganó en el Festival Internacional de Cine y Televisión de Nueva York en abril, y con el lanzamiento esa primavera de Globoplay, el sitio web de vídeo a la carta de la cadena.
En 2016, Globo se convirtió en la emisora oficial de los Juegos Olímpicos de Verano de 2016 , los primeros Juegos Olímpicos celebrados en América del Sur.
El 8 de enero de 2019, Globo anunció que Vídeo Show sería cancelado después de 35 años debido a la disminución de los índices de audiencia.

### 2020-presente
El 25 de enero, Fausto Silva anunció que se retiraría de su programa de variedades Domingão do Faustão a finales de año.  Su horario fue ocupado por una nueva versión de Domingão presentada por Luciano Huck, mientras que Marcos Mion se hizo cargo del programa anterior de Huck, Caldeirão.  
Debido a la pandemia de COVID-19, a principios de marzo de 2021, Globo decidió retirar de las grabaciones de telenovelas a los actores mayores de ochenta años. Menos de dos semanas después, también se retiró a los actores mayores de 69 años. El 23 de marzo, la emisora suspendió las grabaciones de telenovelas y series hasta el 19 de abril, debido al agravamiento de la pandemia de COVID-19.
El 1 de abril, Globo vendió su sello discográfico Som Livre a Sony Music por un valor no revelado.  El día 15, la cadena comenzó a poner a disposición sus bandas sonoras de telenovelas y series, además de pódcast y canciones utilizadas en los realities musicales en la aplicación Deezer , creando también un paquete exclusivo en Globoplay para suscriptores con un año gratis en la cuenta prémium.
El 28 de abril, el Grupo Globo sustituyó a Roberto Irineu Marinho en la presidencia del Consejo de Administración, que había ocupado desde agosto de 2003, tras el fallecimiento de su padre y fundador del conglomerado. Con la aprobación unánime del Consejo, su hermano João Roberto Marinho asumió la presidencia, y Roberto Irineu se convirtió en vicepresidente del grupo, junto con el hermano menor de los tres, José Roberto Marinho.
El 27 de mayo, se adquirieron los derechos de todos los partidos de las eliminatorias para el Mundial 2022. Hasta entonces, el canal solo tenía los derechos de los partidos jugados por las selecciones brasileña y argentina como principales. La adquisición de los partidos se interpretó como un contraataque, ya que la emisora perdió las licitaciones para los derechos de transmisión de la UEFA Champions League (temporadas 2021/22 a 2023/24) y la Copa América 2021 ante SBT.
La audiencia general de Globo en junio fue la peor para ese mes en toda la historia de la cadena. Con 11,3 puntos, fue el tercer mes consecutivo con descensos de audiencia.
El 28 de septiembre se anunció el final de  Malhação , tras 27 temporadas. La última temporada inédita en emitirse fue (Toda Forma de Amar), que tuvo un final anticipado debido a las medidas para contener la pandemia de COVID-19. Desde entonces, solo se han emitido repeticiones como (Viva a Diferença) y (Sonhos), lo que provocó la cancelación de las producciones de las temporadas (Transformação) y (Eu Quero é Ser Feliz). La estación planea una nueva programación para reemplazar la programación de telenovelas adolescentes.
El 25 de octubre, Globo y la Conmebol llegaron a un acuerdo y optaron por terminar el arbitraje en Suiza , debido a la rescisión del contrato en agosto de 2020 para los derechos de transmisión de la Copa Libertadores entre 2019 y 2022. La emisora podrá volver a participar en las negociaciones respecto a los derechos de transmisión del evento entre los años 2023 y 2026.

## Identificativos
En sus inicios, el primer emblema de Globo era una flor imperial con cuatro puntas, que en 1966 se transformó en un globo terráqueo.
Fue el 10 de noviembre de 1975 cuando adopta su emblema actual, que representa al planeta Tierra con una pantalla de televisión con el planeta Tierra en sí, y que se adopta cuando la televisión empieza a transmitir íntegramente en color en 1975. Las primeras tonalidades del emblema fueron de dos colores, principalmente celeste y blanco. En 1980 el emblema pasa a ser de color gris en su totalidad, pero es en 1986 cuando adopta sus colores actuales: el globo es gris sobre un fondo multicolor, dentro de una esfera también gris. Al inicio los colores grises eran difuminaciones; pero en 1992 las tonalidades grises pasan a ser metálicas reflejadas. El logo se ha mantenido desde entonces, siempre con algunas variaciones realizadas con el paso de los años. En 2008 el emblema sufre una renovación importante, ya que las partes metálicas ahora aparecen más oscuras y la banda de colores más angosta para representar a los televisores de pantalla ancha.
En el 2014, durante el evento "Vem aí", realizado el 3 de abril, se estrenó el logo actual, que recuerda al implementado en 1975, pero con una versión modernizada, que se estrenó en Fantástico, 3 días después. El logotipo fue lanzado oficialmente el 6 de abril de 2014; presentado en sus identificativos de la estación (incluyendo el Plim-Plim) y los gráficos de red en el mismo año. El nuevo logotipo se aproxima a la tendencia de diseño en dos dimensiones, a menudo siendo utilizados por el organismo de radiodifusión desde 2013. Sus movimientos en pantalla continuas conducen la cadena pública con un nuevo mensaje: "Globo se mueve para seguir la vida, el mundo, y el espectador". Este logo fue modificado en el 2015, quitando algunos (pero no todos) efectos 3D, y acercándose un poco más a un logotipo plano.
El diseñador del logotipo de Rede Globo es el alemán de nacionalidad brasileña Hans Donner. La banda de colores de 1986 sufrió algunos cambios. En un inicio, era conformada por gradientes; luego en 1991 empezó a formarse por triángulos/polígonos; y en 2008 llegó el diseño actual con los Scan Lines (líneas de TV analógica). Lo que nunca cambió fue que los colores de la banda siempre eran los del Arcoíris.
En 2021, la Globo adopta una nueva identidad visual, basada en una mezcla de colores vivos en degradados, para concretar la unificación de algunas de las empresas del grupo, deseada desde principios de la década de 2000, y que comenzaron a adherirse en las plataformas digitales de la emisora.
Mientras que el 1 de diciembre del mismo año, la red lanzó oficialmente nuevas versiones del logotipo, conceptualizado en una mezcla de colores blanco y fluorescente en todo el mundo.

### Logos

1965-1966
1966-1975
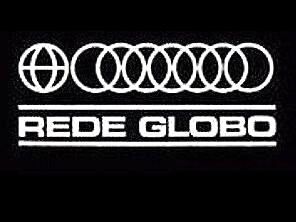
1969-1976
1975-1980
Desde 2021

## Estudios

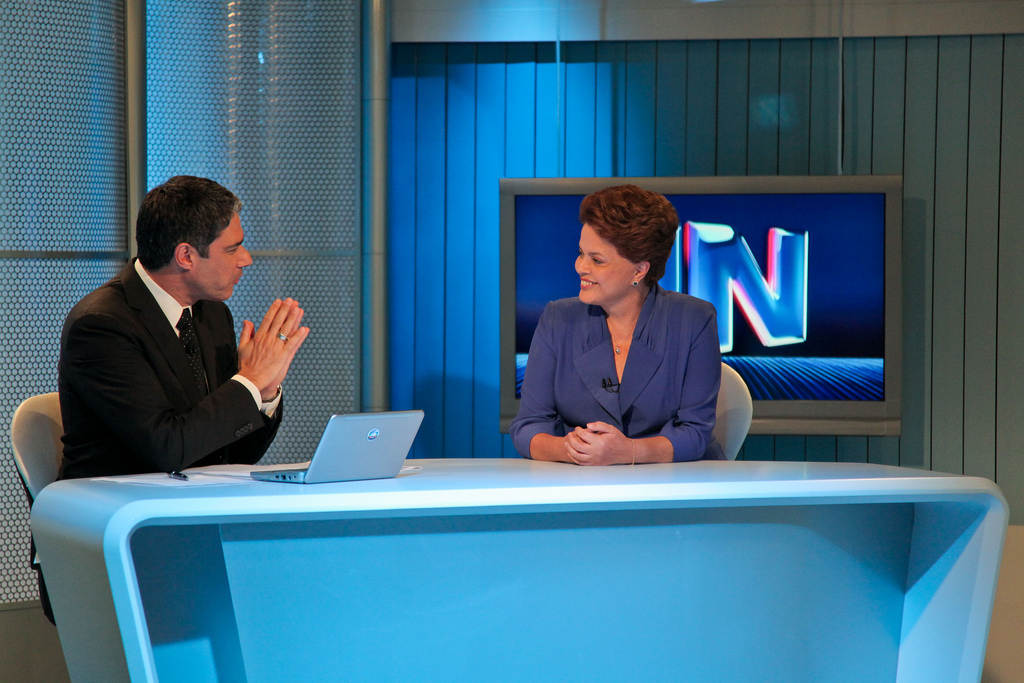
El periodista brasileño William Bonner entrevistando a la entonces candidata a la presidencia, Dilma Rousseff para el Jornal Nacional.

Los Estúdios Globo, conocida como la Central Globo de Producción (Central Globo de Produção), es el centro de producción de Rede Globo, ubicada en Río de Janeiro. Inaugurado el 2 de octubre de 1995, es considerado el tercer mayor núcleo de la televisión de Latinoamérica, con área total de 400 mil metros cuadrados.
La TV Globo produce seis telenovelas al año. Y además, lleva al aire sitcoms y seriados. La cadena brasileña comercializa con Latinoamérica y el mundo las telenovelas La favorita, India, una historia de amor, El Profeta, Belleza Pura, Acuarela del Amor, Ciudad Paraíso.

## Programación
TV Globo se especializó en la producción de novelas, que son vendidas en el mundo entero. Entre ellas se encuentra una de las telenovelas más exitosas de todos los tiempos: Avenida Brasil. Los críticos se refieren a que esto sucede a causa del mal desempeño del cine brasileño. Estas novelas son actualmente exportadas a más de 90 países. Además de las novelas, la TV Globo ha estado experimentando en la producción de películas en los últimos años, además de producir programas de variedades, series, noticias, periodismo y deportes.
El esquema de programación del canal no suele variar, sobre la base de los criterios del "Patrón Globo de Calidad" y a que el canal continúa siendo líder de audiencia, lo que le permite mantener el mismo esquema en la parrilla.
Su esquema consiste en informativos desde las 5-6 a. m., programas matinales hasta el mediodía, Noticias, Globo Esporte (el programa deportivo del mediodía), películas y teleseries en la tarde y prime time, con programas varios de entretenimiento y periodísticos (como Globo Repórter los días viernes o Fantástico las noches de domingo), el late show nocturno Conversa con Bial, y series y filmes en el trasnoche. En el prime time en ocasiones también se emiten partidos del Brasileirao, de acuerdo a la zona de emisión (usualmente los miércoles). El único día donde los informativos no se emiten es el día domingo, donde suelen emitirse varias películas y programas de variedades.

### Programas trasmitidos

#### Telenovelas
TV Globo es líder mundial en la producción de telenovelas. Es reconocida internacionalmente por la calidad de sus producciones, con un enfoque diferente de otras productoras latinoamericanas. En muchas producciones de Rede Globo se ha tratado de llevar al televidente temas actuales, culturales e incluso políticos, lo cual caracteriza a muchas producciones de la cadena que no se limitan a la simple narración de la historia.
Actualmente la cadena está en los Récords Guinness por tener más de 260 novelas grabadas. La novela "Malhação", una de las más largas del canal, está en el aire de lunes a viernes desde el 28 de abril de 1995.

## Internet
Globo.com es el portal de internet de la empresa y tiene una grande biblioteca de videos históricos, además de proporcionar un poco del contenido actual, noticias de TV y shows especiales, como el Big Brother Brasil. También proporcionó los partidos de la Copa Mundial FIFA - Alemania 2006 en 480i y 480p.
El portal también ofrece acceso a los productos de gran conglomerado de medios como revistas, periódicos y la radio en directo. El dominio ha atraído por lo menos 1,8 millones de visitantes anuales para el año 2008, según una investigación de Compete.com y, actualmente, es nominado como el 104.º sitio web más visitado del mundo, según Alexa. Canales de pago Globo se mostrarán en la SKY.
Entre las secciones del sitio web, se encuentran "G1" (para las noticias) y "Ge.globo" (para los deportes).

## Audiencia
En Brasil, TV Globo llega actualmente al 99,5% de los potenciales televidentes, prácticamente la totalidad de la población brasileña, con 122 emisoras que entregan programación a más de 183 millones de brasileños. La cadena ha sido responsable de los 20 programas de televisión más vistos en la televisión brasileña, incluyendo Avenida Brasil, una telenovela que batió el récord en 2012 y que llegó a 50 millones de espectadores y se vendió en 130 países.
Actualmente, Rede Globo continúa siendo líder de audiencia en Brasil. A pesar de dividir entre el Sistema Brasileiro de Televisão y Rede Record (que habitualmente es segunda tras Globo). Emiten las 24 horas del día, con programación en vivo, series brasileñas y películas extranjeras de madrugada.